# Zell am Harmersbach
Zell am Harmersbach este un oraș din landul Baden-Württemberg, Germania.

## Galerie de imagini

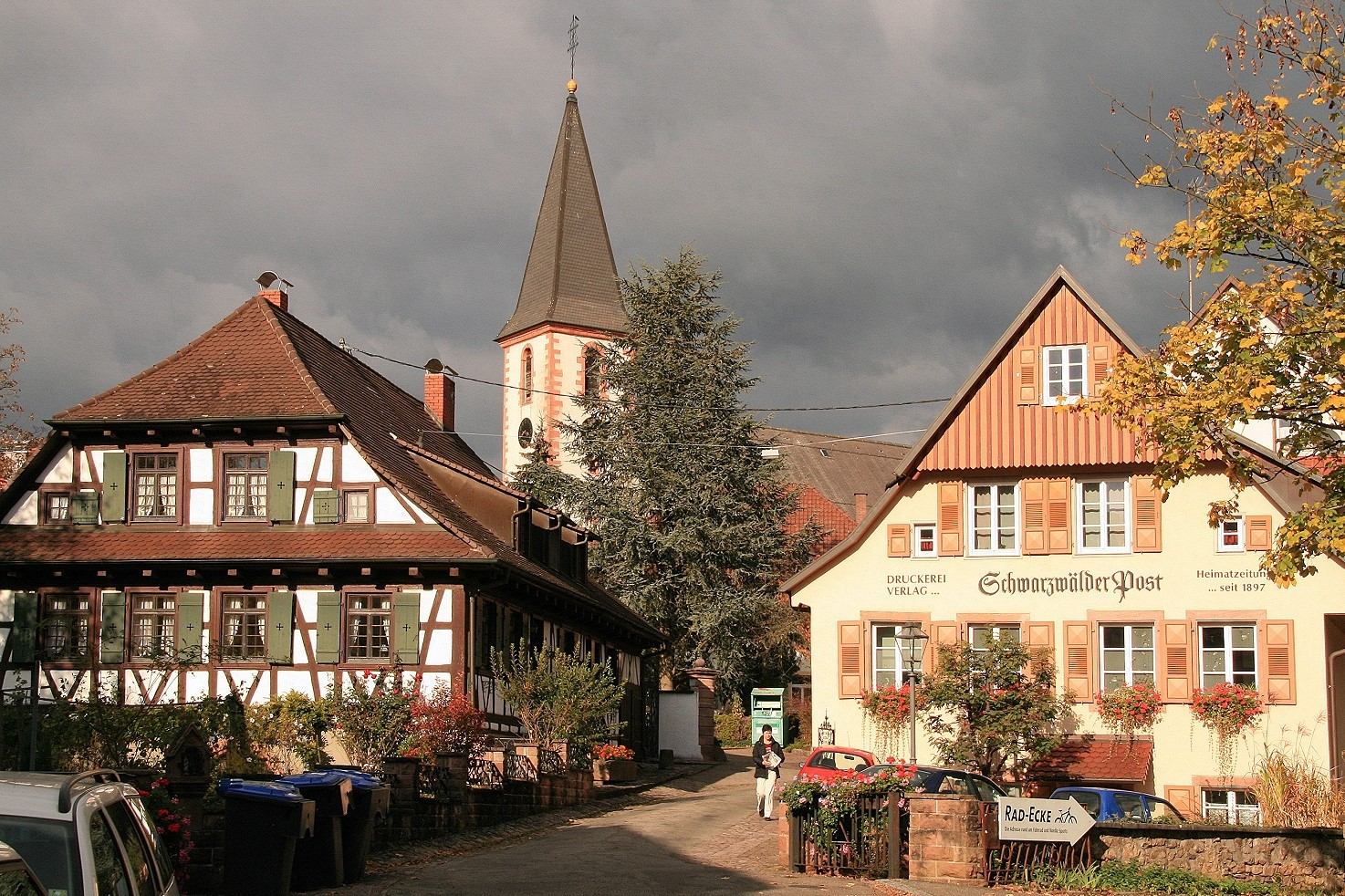
Zona Pfarrhofgraben